# Endolandrevus pubescens
Endolandrevus pubescens är en insektsart som beskrevs av Lucien Chopard 1930. Endolandrevus pubescens ingår i släktet Endolandrevus och familjen syrsor. Inga underarter finns listade i Catalogue of Life.